# Olympische Sommerspiele 2004/Teilnehmer (Bahrain)
| Gelbes Symbol für Goldmedaillen mit stilisierten Olympischen Ringen | Graues Symbol für Silbermedaillen mit stilisierten Olympischen Ringen | Braundes Symbol für Bronzemedaillen mit stilisierten Olympischen Ringen |
| ------------------------------------------------------------------- | --------------------------------------------------------------------- | ----------------------------------------------------------------------- |
| —                                                                   | —                                                                     | —                                                                       |

Bahrain nahm bei den Olympischen Spielen 2004 in Athen zum sechsten Mal an Olympischen Sommerspielen teil. Das Land war mit zehn Athleten vertreten. 

## Teilnehmer nach Sportart

### Leichtathletik
- Rakia Al-Gassra
Frauen, 100 m: in der 1. Runde ausgeschieden (11,49 s)

- Nadia Ejjafini
Frauen, Marathon: dnf

- Yusuf Saad Kamel
Männer, 800 m: in der 1. Runde ausgeschieden (1:46,94 min)

- Rashid Ramzi
Männer, 1500 m: im Halbfinale ausgeschieden (3:44,60 min)

- Al-Mustafa Riyadh
Männer, Marathon: dnf

- Abdelhak Zakaria
Männer, 5000 m: in der 1. Runde ausgeschieden (13:42,04 min)

### Schießen
- Khalid Mohamed
Männer, Luftpistole 10 m: 45. Platz

### Schwimmen
- Hesham Al Shehabi
Männer, 100 m Freistil: in der 1. Runde ausgeschieden (57,94 s; 66. Platz)

- Sameera Al-Bitar
Frauen, 50 m Freistil: in der 1. Runde ausgeschieden (31,00 s; 63. Platz)

### Segeln
- Sami Kooheji
Mixed, Laser: 42. Platz